# 東芝デジタルフロンティア
東芝デジタルフロンティア株式会社（英: TOSHIBA DIGITAL FRONTIERS INC.）は、かつて存在した日本のコンテンツ制作会社。東芝のグループ会社。
1998年12月22日設立。2003年10月1日、デジタルコンテンツ事業部を東芝エンタテインメント株式会社へ統合。2014年11月1日、テックインフォメーションシステムズ株式会社のメディア事業を譲受。
2018年8月1日、株式会社東芝オー・エー・コンサルタントと合併し、社名を東芝デジタルマーケティングイニシアティブ株式会社となる。

## 製作作品

### アニメ
- The Soul Taker 〜魂狩〜（2001年）
- あぃまぃみぃ!ストロベリー・エッグ（2001年）
- 円盤皇女ワるきゅーレ（2002年）
- ナースウィッチ小麦ちゃんマジカルて（2002年）
- 成恵の世界（2003年）
- 住めば都のコスモス荘 すっとこ大戦ドッコイダー（2003年）
- 問題児たちが異世界から来るそうですよ?（2013年）
- マケン姫っ!通（2014年）
- ノルン+ノネット（2016年）
- ハルチカ〜ハルタとチカは青春する〜（2016年）
- 魔装学園H×H（2016年）
- 武装少女マキャヴェリズム（2017年）

### テレビ番組
- CLUB GENEON（2007年）